# Xã Pleasant, Quận Grant, Indiana
Xã Pleasant (tiếng Anh: Pleasant Township) là một xã thuộc quận Grant, tiểu bang Indiana, Hoa Kỳ. Năm 2010, dân số của xã này là 6.797 người.